# Tandilia lacteicosta
Tandilia lacteicosta là một loài bướm đêm trong họ Noctuidae.